# Kaa
Kaa je bil kralj Starega Egipta iz  Prve dinastije. Vladal je 33 let na koncu 30. stoletja pr. n. št.

## Ime
Maneto Kaaja imenuje Biénechês in mu pripisuje 26 let vladanja. V drugih različicah Manetovih epitomov se pojavljata tudi helenizirani imeni Óubiênthis in Víbenthis.

## Družina
Kaajeva starša nista znana. Domneva se, da je bil njegov oče eden izmed njegovih predhodnikov – Adžib ali Semerket, ker je vladarja običajno nasledil njegov najstarejši sin. Maneto omenja, da je bil Semerket.

## Vladanje
O Kaajevi vladavini je zelo malo podatkov, zgleda pa, da je resnično vladal dolgo časa (okoli 33 let). Več napisov na kamnitih posodah omenja drugi Kaajev Sedov festival, kar dokazuje, da je vladal najmanj 33 let. Naslednji Sedovi festivali so se ponavljali na vsaka tri leta. Kamen iz Palerma omenja samo njegovo kronanje in nekaj kultnih dogodkov, ki so jih proslavljali vsi kralji. Številne slonokoščene etikete iz njegovega obdobja omenjajo samo običajne dogodke, na primer štetje pogrebnih darov in kraljeve osebne lastnine. Iz njegove vladavine je več mastab visokih državnih uradnikov: Merka (S3505), Henuka (neznano mesto pokopa), Neferefa (neznano mesto pokopa) in Sabefa  (pokopan na Kaajevem kraljevskem pokopališču).

## Konec vladavine
Vse kaže, da se je po Kaajevi smrti kljub dolgi in uspešni vladavini  začela vojna za izpraznjeni prestol. V grobnici visokega uradnika Merkeja so našli  kamnito posodo z imenom kralja Sneferkaja, ki je odprla vprašanje, ali gre za drugo Kaajevo ime ali za nekega kratkotrajnega vladarja. Egiptologi so na kamnitih črepinjah s konca Prve dinastije odkrili ime še enega skrivnostnega vladarja, Hora Ptiča. Domneva se, da sta se Sneferka in Hor ptič spopadla za oblast v Egiptu. Spopad je prekinil Hotepsekemvi in nazadnje sam prevzel oblast v Egiptu. Z njim se je začela Druga egipčanska dinastija. Domneve potrjujejo sledovi ropov in požigov kraljevih grobnic v Abidu. Hortepsekemvijevi glinasti pečati, ki so jih odkrili v Kaajevi grobnici, kažejo, da je Hortepsekemvi obnovil Kaajevo grobnico ali pokopal svojega predhodnika, morda zato, da bi legitimiral svojo oblast.

## Grobnica
Kaajeva grobnica v Abidu je precej velika. Glavna pogrebna soba meri 30 x 23 m. Odkopali so jo nemški arheologi leta 1993. Ob njej je 26 stranskih grobnic žrtvovanih  oseb iz njegovega spremstva. Blizu vhoda so sredi 1990. let odkrili odtis pečatnika s Hotepsekemvijevim imenom. Odkritje se šteje  za dokaz, da je Kaaja pokopal, torej tudi nasedil Hotepsekemvi, po Manetovih trditvah  ustanovitelj Druge egipčanske dinastije. Čudovita Kaajeva narobna stela je zdaj razstavljena v Arheološkem in antropološkem muzeju Univerze Pensilvanija. 
V Sakari so odkrili grobnico enega od Kaajevih visokih uradnikov, nekega plemiča Merka. V njej je bilo veliko napisov ki dokazujejo Kaajev drugi Sedov festival. To in visoka kakovost številnih kraljevih stel kaže, da je bila Kaajeva vladavina dokaj stabilna in cvetoča. 
Na pokopališču Umm el-Qa'ab v Abidu so našli veliko letnih etiket iz obdobja njegove vladavine. V grobnici kralja Set Peribsena (grobnica P) so odkrili krožnik s Kaajevim imenom in njegovimi kraljevskim nazivi.